# Chiesa di Santa Maria della Misericordia (Cagli)
La chiesa di Santa Maria della Misericordia è una chiesa di Cagli, in Italia.

## Descrizione
È la chiesa dell'omonima confraternita che vi ha sede fin dal 1301. Il robusto portale del fronte principale, con portone datato 1537, è dominato da un affresco con la Madonna della Misericordia databile al XVI secolo. L'interno presenta nell'altare maggiore il gruppo in terracotta policroma della Madonna della Misericordia sormontato da un baldacchino quattrocentesco poggiante su colonne con decorazioni affrescate, nelle cui vele sono I quattro evangelisti erroneamente attribuiti ai Salimbeni. Per i due altari laterali Claudio Ridolfi, probabilmente intorno al 1625, dipingeva la Strage degli Innocenti e la Vistazione. Al Cialdieri, allievo del Ridolfi, si deve nel 1634 la predella dell'altare a sinistra della Strage degli Innocenti. Quest'ultimo tema era particolarmente caro alla Confraternita che in locali adiacenti alla chiesa provvedeva alla cura dei trovatelli detti esposti. Lungo le pareti grandi porzioni d'affresco provenienti dall'estradosso della volta raffigurano il Compianto sul Cristo morto, la Crocifissione e il Martirio di sant'Apollonia quest'ultimo, databile al 1455, è attribuito al maestro Jacopo Bedi, allievo del Nelli. A Benedetto Nucci si deve, poi, nel 1539 l'esecuzione dello stendardo rappresentante su di un lato San Biagio in trono e angeli e dall'altro l'Incoronazione di Maria e confratelli della Misericordia. 
Poco lontano da questa chiesa è da un lato l'ex convento dei padri zoccolanti con la chiesa di Sant'Andrea che custodisce il crocifisso ligneo del 1630 intagliato, dalle forti espressioni, e firmato da fra' Innocenzo da Petralia. Dall'altro, lungo via Pian del Vescovo, è il monastero di clausura delle benedettine con la chiesa di San Pietro con opere del Lapis.